# Bruno Delvaux
Pour les articles homonymes, voir Delvaux.
Bruno Delvaux est un ingénieur agronome et universitaire belge né à Buta (Congo belge) le 10 janvier 1954. Il fut recteur de l'Université catholique de Louvain (UCLouvain) de 2009 à 2014. 
Docteur en sciences agronomiques de l'UCLouvain, il est le premier recteur de cette université à avoir été élu à ce poste au suffrage universel pondéré, en mars 2009.

## Biographie
Bruno Delvaux est né le 10 janvier 1954 à Buta. Il devient ingénieur agronome, orientation science du sol, en 1978. Il officie en tant qu'expert à la FAO, au Cameroun entre 1979 et 1984. Il est ingénieur de recherches au CIRAD entre 1984 et 1990. Il devient docteur en sciences agronomiques en 1988. 
Il obtient un poste de chargé de cours à l'UCLouvain en 1991, et devient professeur ordinaire à l'UCLouvain en 2002. Il est doyen de la Faculté d'Ingénierie biologique, agronomique et environnementale de l'UCLouvain entre 2004 et 2009. Il est élu quatrième recteur laïc de l'UCLouvain (au suffrage universel pondéré) cette année-là. En 2014, il ne se représente pas à un second mandat pour des raisons personnelles.